# Erytrozyna
Erytrozyna, sól sodowa tetrajodofluoresceiny, E127 – organiczny związek chemiczny, wiśniowoczerwony smołowy barwnik spożywczy.

## Zastosowanie

### Przemysł spożywczy
Stosowana jako barwnik spożywczy, np. w owocach konserwowych i koktajlowych, osłonkach (kiszkach) kiełbas, herbatnikach i ciastach w proszku. Zakazana w niektórych krajach.

### Inne zastosowania
Tusze do drukowania, tabletki i pasty do zębów, kosmetyki (np. róż) oraz leki.
Stosowana jest też do barwienia preparatów w mikrobiologii oraz jako sonda fosforescencyjna w badaniach białek.

## Zagrożenia
Nie jest klasyfikowana jako możliwy czynnik rakotwórczy dla ludzi wg kryteriów IARC.
Dopuszczalne dzienne spożycie wynosi 0,1 mg/kg ciała.